# Guillaume de Malavalle
Pour les articles homonymes, voir saint Guillaume.
Guillaume de Malavalle ou de Maleval (né en France à une date inconnue et mort le 10 février 1157 à Castiglione della Pescaia, en Toscane) est un ermite contemplatif, qui a vécu au XIIe siècle.
Il a fondé un ordre ermite bénédictin à l'origine de la congrégation religieuse des Guillemites. Cet ordre a essaimé en France (prieurés de Louvergny et de Montrouge) et dans le Saint-Empire germanique.
L'Église catholique le fête comme saint le 10 février.

## Biographie

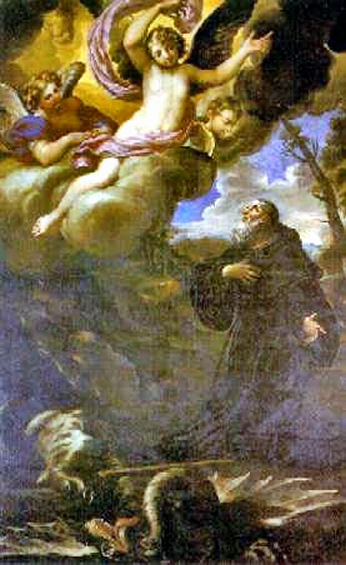
Saint Guillaume remerciant le ciel après avoir terrassé un dragon, Antonio Nasini, XVIIe siècle

Depuis la fin du Moyen Âge, la vie de Guillaume de Malavalle se confond avec celle de Guillaume X d'Aquitaine.

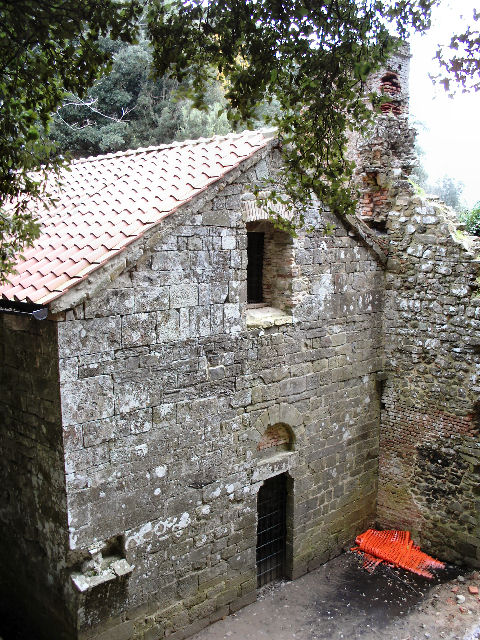
Ruines de l'ermitage de Guillaume de Maleval

L'hagiographie veut qu'il ait été un chevalier (probablement originaire d’Aquitaine), qui menait une carrière militaire et une existence aventureuse et dissolue. Pour une raison inconnue, il semblerait qu'il ait été excommunié. Il serait alors venu chercher conseil auprès de Bernard de Clairvaux, à la suite de quoi il aurait entrepris trois grands pèlerinages, vers Saint-Jacques-de-Compostelle, Rome et Jérusalem. Une autre version veut qu'il se soit rendu à Rome demander pardon au pape Eugène III. Celui-ci lui aurait alors imposé comme pénitence un pèlerinage à Jérusalem.
Après ces pèlerinages, Guillaume retourne en Italie. Il décide alors de vivre en ermite, de manière de plus en plus rigoureuse, d'abord sur le Mont Pisan pour ensuite se retirer dans le bois de Malavalle à Castiglione della Pescaia, dans la province de Grosseto, en Toscane. Il vit alors en anachorète, se nourrissant de racines et priant inlassablement. Des disciples de plus en plus nombreux, attirés par la sainteté de sa vie, se mettent à partager son mode d’existence. C'est à un de ceux-ci, Alberto, qui sera son premier biographe, qu'il aurait dicté la règle guillemite. Cette règle sera approuvée par Innocent III en 1211. À sa mort en 1157, ses disciples bâtissent un prieuré sur son tombeau. L'ordre sera approuvé par Alexandre IV en 1256.
La légende veut qu'il ait accompli plusieurs miracles et terrassé un dragon avec son bâton de pèlerin.

## Postérité
Le monastère des Guillemites de Liège, en Belgique, a donné son nom à un quartier et à la gare des Guillemins, gare principale de la ville. En France, la rue des Guillemites de Paris témoigne de l'implantation au XIIIe siècle dans le quartier du Marais d'un monastère de Blancs-Manteaux, surnom attribué aux Guillemites parisiens à la suite de la dissolution de l'ordre des Servites de Marie en 1274.

## Iconographie
Les attributs iconographiques de Guillaume de Malavalle sont une couronne pénitentielle, un bâton de pèlerin et un dragon. Une cotte de mailles apparaît parfois sous sa soutane.
Dans l’église Saint-Thyrs de Labruguière il existe une chapelle au plafond de laquelle 12 médaillons peints au XIXe siècle par Morelli, semblent représenter la vie de Guillaume de Malavalle : à la tête d’une armée de croisés, soumis à des tentations, visite au Pape, vie d’ermite dans un paysage de Toscane, terrassant des dragons ou encore accomplissant une guérison. Sur une peinture, le paysage au lointain représente une ville fortifiée (Jérusalem ou Saint-Jean-d'Acre)

### Représentations

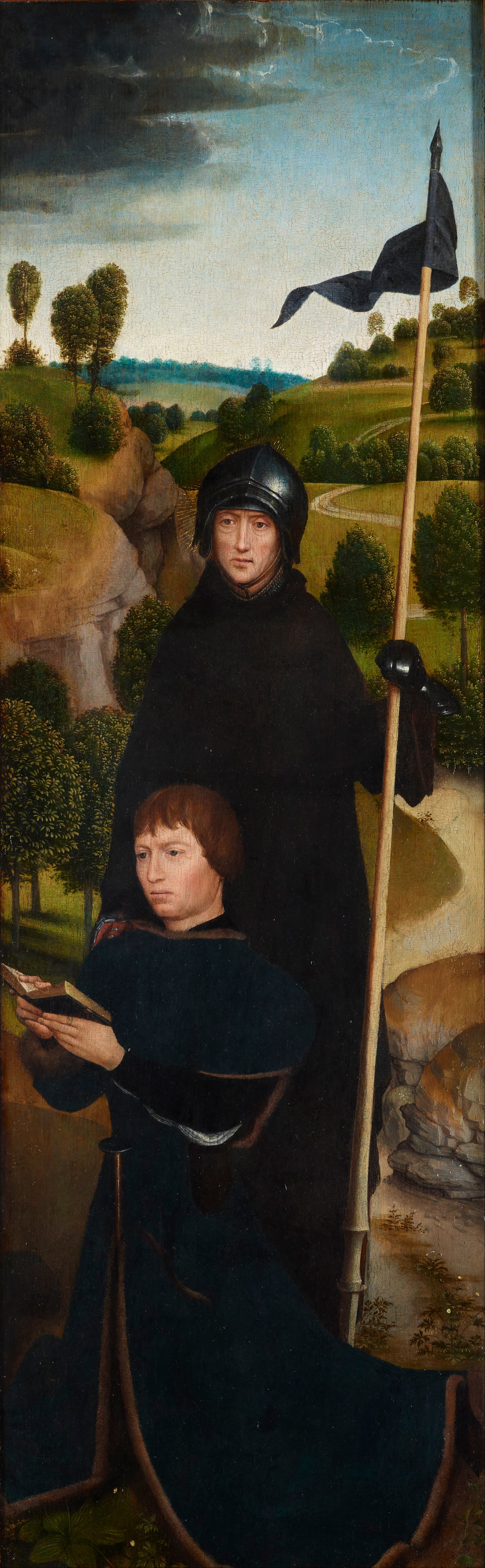
Jeune homme en prière devant Guillaume de Maleval, Hans Memling, 1470
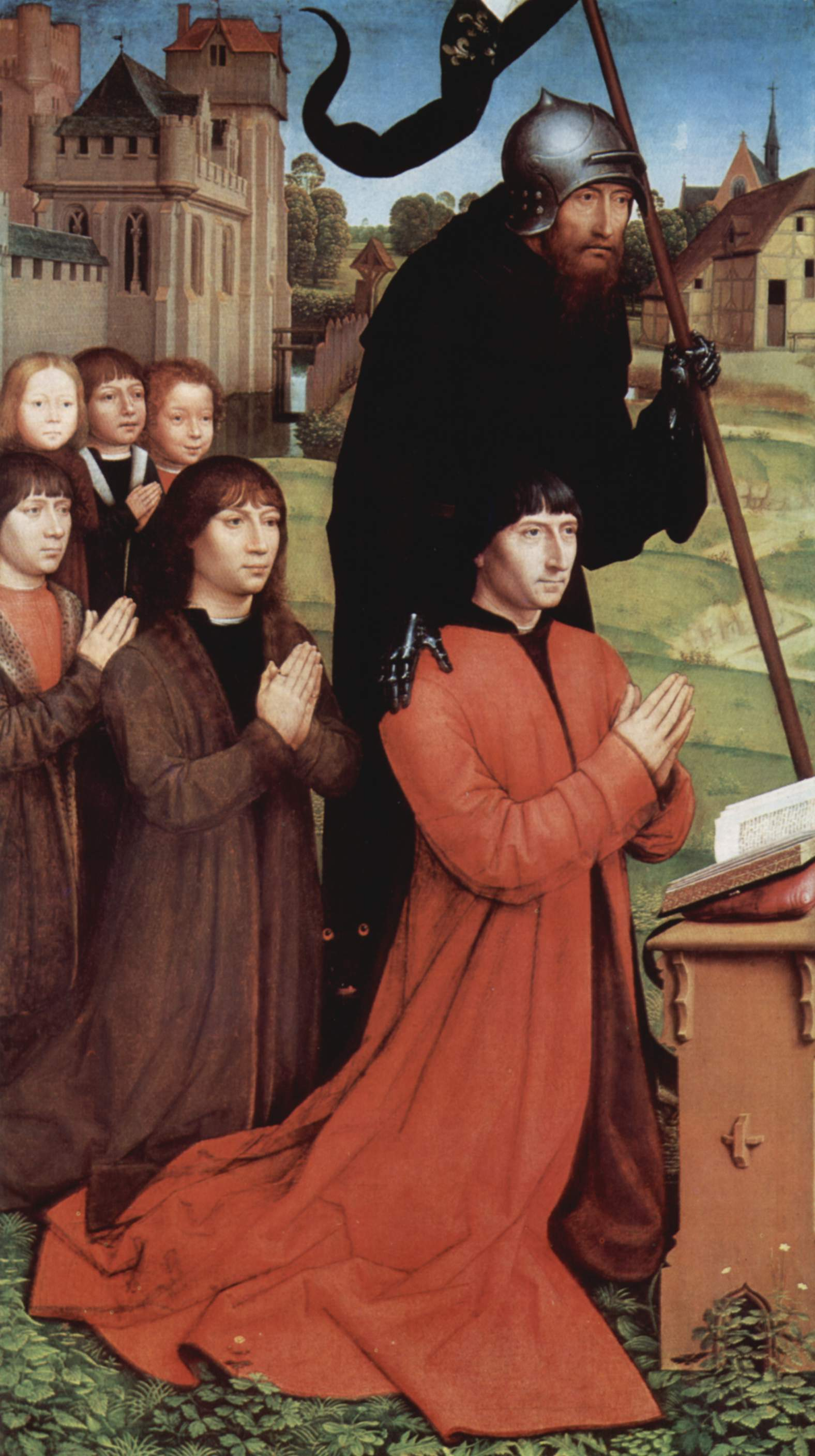
Guillaume de Maleval en protecteur de la famille Moreel. Triptyque de Moreel. Hans Memling, 1484
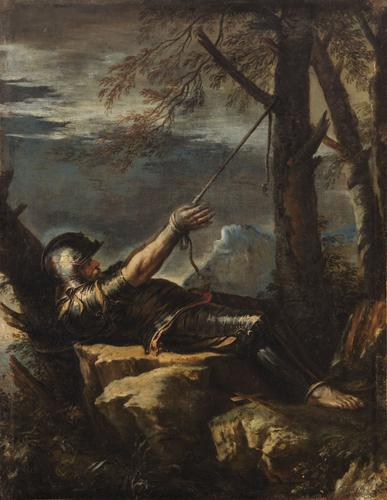
Guillaume de Maleval pénitent, Salvator Rosa, 1635